# 油問屋
油問屋(あぶらどんや)とは、江戸時代に燈油を中心とした油の販売を取り扱った問屋のこと。関連する問屋として、油の原材料を扱う種物問屋（菜種問屋・綿実問屋）がある。

## 歴史
中世末期に日常生活で用いられる油が荏胡麻を原料とする「荏油」から菜種を原料とする「水油（種油）」と綿実を原料とする「綿油」に切り替えられ、油座の衰退とともに油販売の中心地も山崎から大坂へと移っていき、油問屋も大坂に集まることになった。
大坂の油問屋の主たる目的として、油の消費地である京（伏見を含む）・江戸への油の販売があり、前者を目的とした京口油問屋は元和2年（1616年）、後者を目的とした江戸口油問屋は翌元和3年（1717年）に成立している。時代が下るにつれて前者は西日本での油販売、後者は東日本での油販売に深く関わらようになる。この他に油問屋から油を購入して大坂市中や西日本に販売をしたり、水油と種油を調合して燈油や整髪油を製造したりした油仲買も存在しており、明和7年（1770年）には大坂に250軒存在していた。
これに対して少し遅れて成立したのが、正徳年間に登場した出油屋と享保年間に登場した種物問屋である。出油屋は本来は大坂周辺に成立した絞油業者が大坂に出した販売店であったが、後に大坂以外の絞油の荷受を一手に引き受けることになる。種物問屋は油の原材料を調達して絞油業者に販売する問屋で大坂に設置されていた。
江戸幕府も江戸への油供給にも影響する油問屋の動向に関心を持ち、明和3年（1766年）以降に油仕法を発令して油の製造・販売を統制しようとした。すなわち、大坂以外の周辺部の絞油業や在方商人を禁じて例外的に認められた絞油業者も大坂の出油屋以外への販売を禁じ、京口油問屋・江戸口油問屋は出油屋か大坂市中の絞油問屋以外からの仕入を禁じるものであった。この政策に対して、大坂以外の摂津国・河内国・和泉国の人々の反発は強く、4年後の明和7年（1770年）に大坂の油問屋が関与して株仲間を結成させる形で3国の既存の絞油業者・在方商人の存続は認めることになったものの、その後も3国地域における紛糾が続き文政年間には「国訴」と呼ばれる大規模な油仕法への反対運動が繰り広げられた。その結果、天保3年（1832年）に油仕法の大改正が行われ、3つに分かれていた油問屋（出油屋7軒・京口油問屋2軒・江戸口油問屋4件）の株仲間が統合されて3者の区分が撤廃され、油寄所と呼ばれる取引所を大坂・江戸・堺に設置した他、周辺部の絞油業者の需要に応えるために種物問屋の堺・兵庫での設立も認められ、周辺部から江戸への直接積出の一部解禁や播磨国での絞油業も公認するなどの改革を行った。
江戸の油の需要は大部分は大坂からの「下り油」によって賄われており、江戸の油問屋は十組問屋（とくみどいや）に所属する下り油問屋という形で元禄年間に成立した。だが、油仲買やその他の商人が下り油を扱うことも禁じられていなかったため、彼らの中には油問屋の業務を行うことが認められる者もいた（問屋並仕法）。そのためか、江戸の油問屋は不振も多く、文政12年（1829年）には21株のうち実際に営業しているのが11軒に過ぎない有様であった。また、江戸時代後期に江戸周辺部の関東地方でも油が生産されるようになり、所謂「地廻り油」が出回るようになると、江戸の油問屋や油仲買はこうした地廻り油問屋としての業務も行うようになった。